# Galerie espagnole

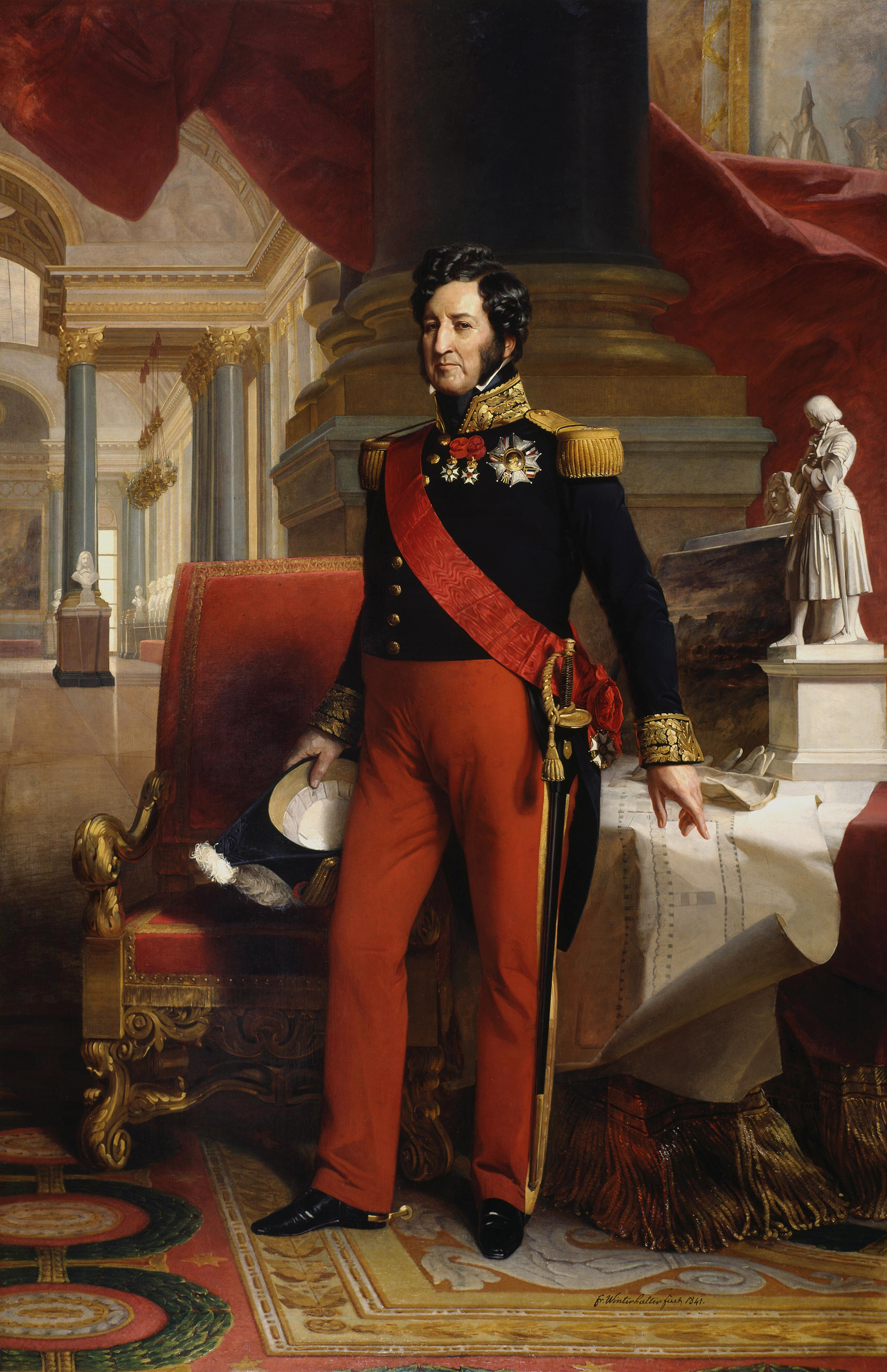
Louis-Philippe, roi des Français de 1830 à 1848, 1841, par Franz Xaver Winterhalter.

La Galerie espagnole, aussi appelée « Musée espagnol » a été fondée au sein du Palais du Louvre sur décision du roi Louis-Philippe Ier en 1838.

## Contexte historique et culturel
Jusqu'à la Révolution française, l'art espagnol est peu exposé en France. Il fait son apparition au Louvre avec les guerres napoléoniennes et l'importante politique de saisies dirigée par Dominique Vivant Denon. Ces œuvres sont toutefois renvoyées hors de France à la suite du Congrès de Vienne (1814-1815).
Louis-Philippe va donc prendre, vers 1835, la décision de fonder une galerie de peinture espagnole au sein du Louvre. Ses motivations sont doubles. Tout d'abord, il cherche à renouer le contact avec la dynastie espagnole de Bourbons (les relations ayant été mises à mal par l'occupation napoléonienne) et ainsi se placer dans la filiation de la grande famille royale européenne afin de légitimer son pouvoir. Deuxièmement, il veut faire de la peinture espagnole, l'outil d'un renouveau d'inspiration de la peinture française. En effet, depuis l'émergence du romantisme et sa reconnaissance officielle, est apparu le besoin de nouvelles sources d'inspirations, loin de l'Italie antique et néoclassique.
En parallèle d'un goût très affirmé pour le passé national, comme l'illustre la Galerie des Batailles, les peintres français vont donc se tourner vers cette nation qui offre de nouvelles possibilités et est un exemple de réalisme extrême (on pense aux portraits de nains de Vélasquez).
Pour concrétiser ses achats, le baron Taylor est accompagné  en Espagne par les peintres Blanchard et Adrien Dauzats ainsi que par le mouleur Vallet.

## Création de la galerie

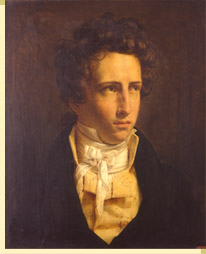
Le baron Taylor

À partir de 1810, l'Espagne est bouleversée par l'occupation et la répression française ; vont s'ensuivre des problèmes d'instabilité et de succession. La mise en place de ministres libéraux conduira à la sécularisation des ordres religieux, permettant la sortie hors du territoire espagnol des nombreuses œuvres de leurs collections. Les marchands européens vont donc se précipiter en Espagne ; Louis-Philippe profitera de cette situation.
En 1835, il finance une « mission artistique » dirigée par le baron Isidore Taylor (commissaire royal du Théâtre-Français, c'est-à-dire administrateur général de la Comédie-Française) chargée de constituer rapidement une importante collection de peinture espagnole. Taylor connaît l'instabilité politique espagnole et les opportunités qu'elle représente, il acquiert donc un ensemble colossal de plusieurs centaines de tableaux s'étalant des primitifs (XVe siècle) au Siècle d'or espagnol pour la somme énorme d’un million-trois-cent-mille francs. S'il va s'appliquer à élaborer une collection prestigieuse et représentative, la majorité des œuvres sont quasiment inconnues du public car issues des collections religieuses : les grands chefs-d'œuvre réputés de la peinture espagnoles appartenant aux collections royales. La galerie se concentre sur la réunion de peintures espagnoles; néanmoins, on y trouve aussi un ensemble de moulages de monuments célèbres de l'Espagne.
La  « Galerie espagnole » est ouverte le 7 janvier 1838  à grand renfort de publicité et de propagande royale. Louis-Philippe va en effet insister sur le fait que la collection a été acquise sur les fonds personnels du roi, provenant toutefois de la liste civile. De nombreux tableaux vont susciter l'admiration du public, parmi les  81 alors attribués à Zurbaran, tel le Saint François en méditation conservé à la National Gallery de Londres, qui saisissent les Romantiques par leur naturalisme, mais aussi les 39 Murillo, 28 Ribera, 23 Cano, 19 Velasquez. Néanmoins, sur les 28 tableaux attribués à Ribera, seuls sept ont été confirmés de sa main. De Velázquez on trouve le Portrait du prince Baltasar Carlos, Wallace Collection, mais surtout des toiles non autographes ou des répliques et, en regard des Murillo de la Collection Soult acquises en compensation par le Louvre en 1852, la contribution du maître sévillan à la Galerie espagnole est relative, contrairement aux œuvres de Goya, qui demeure cependant représenté au Louvre de manière inégalée hors des musées espagnols, ou du Greco qui en revanche n'y est plus représenté que par trois peintures.
La collection qui présente plus de 450 toiles est cependant critiquée pour son manque de lisibilité et sera considéré comme un « joyeux mélange ». Taylor a en effet envoyé en masse les tableaux, sans sélection préalable, et personne n'a, au Palais du Louvre, les connaissances suffisantes pour effectuer une telle sélection. Les grands maîtres, tels Murillo et Zurbaran (les quatre peintures de La Vie du Christ de la chartreuse de Jerez, Musée de Grenoble) côtoient donc des peintres tels que Juan de Valdés Leal, Alonso Cano, Luis Tristan et d'autres beaucoup moins importants. Précisons que sur ces centaines de toiles à peine une dizaine sont issues des collections royales préexistantes (Vélasquez ou Le mendiant de Murillo (vers 1645) issu des collections de Louis XVI).
Hormis les grands maîtres de référence précités, cette galerie va être l'occasion de l'exposition d'artistes jusqu'alors mal connus car ne correspondant pas au goût de l'époque, comme Le Greco (Le Christ en Croix adoré par deux donateurs, le seul tableau revenu au Musée du Louvre après avoir été racheté en 1908 à la ville de Prades). Notons enfin la présence notable de Francisco Goya (Les Jeunes et Les Vieilles conservées au Musée des Beaux-Arts de Lille, La Forge, New-York, Frick Collection, le Portrait de la duchesse d'Albe en noir, New-York, Hispanic Society ou Les Majas au balcon, New York, Metropolitan Museum of Art), un peintre connu des élites (Vivant Denon possédait l'un de ses recueils et Delacroix l'a énormément copié) mais probablement pas du public.

## Influence et pérennité

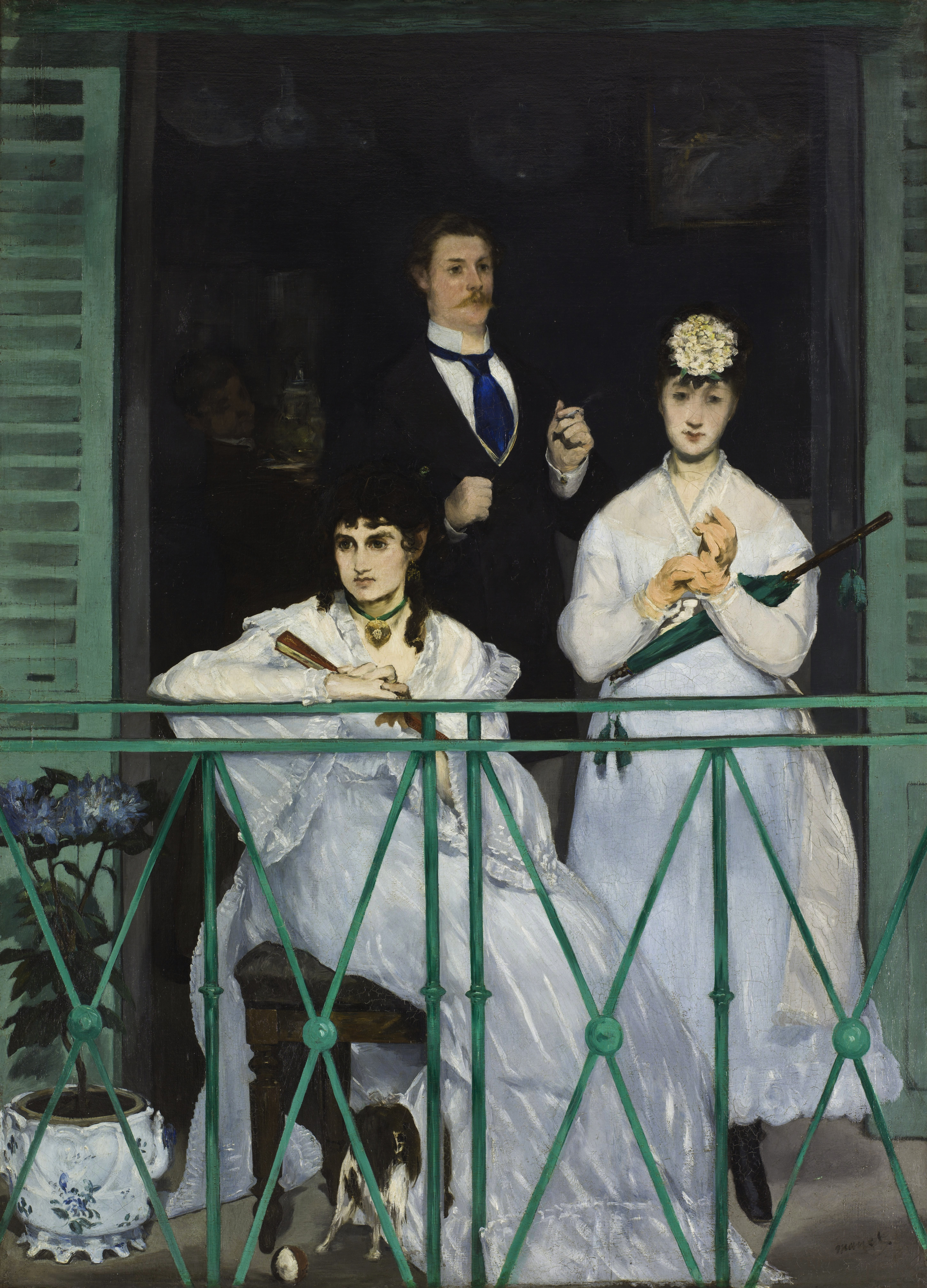
Le Balcon, 1868-1869, par Édouard Manet, Musée d'Orsay.

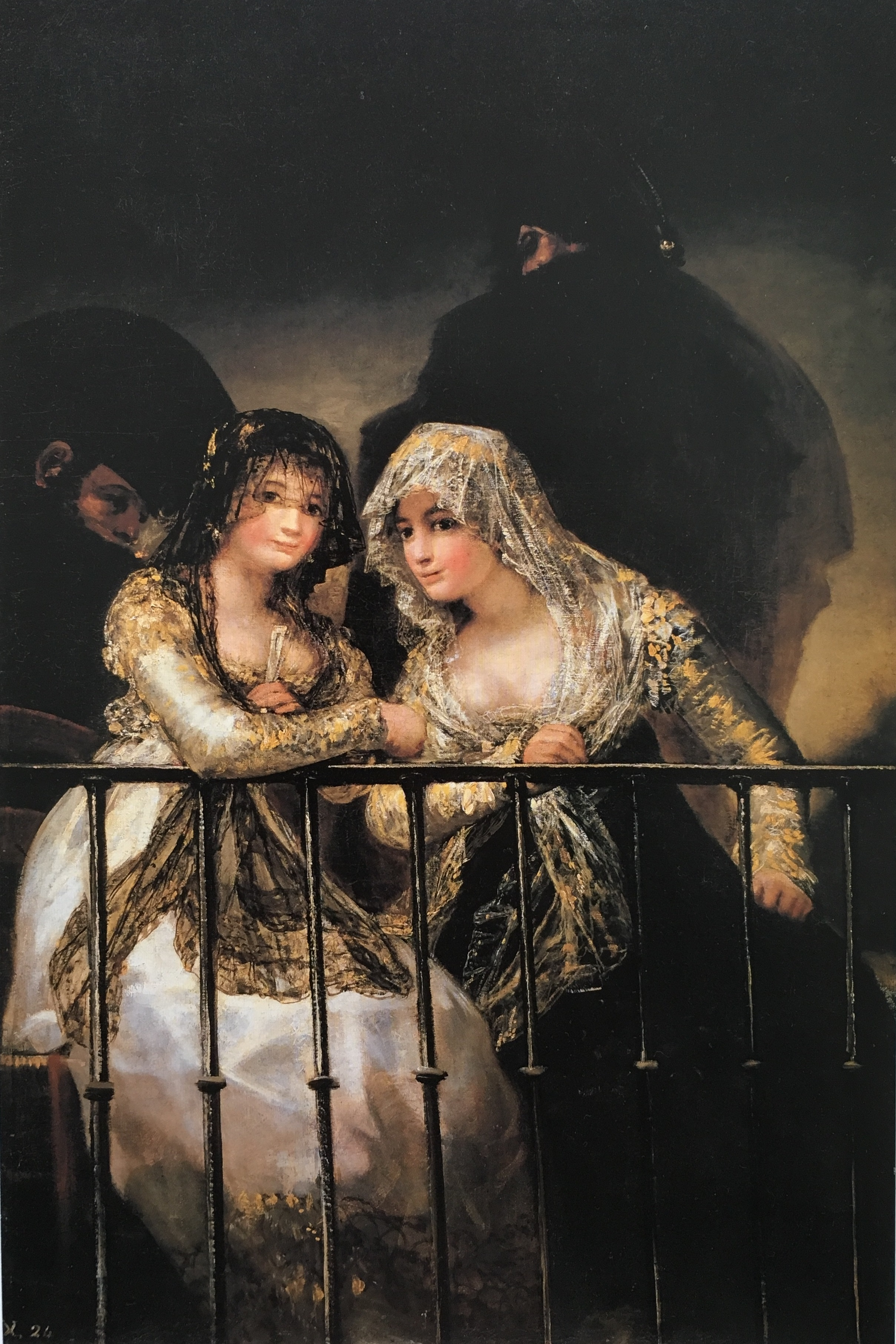
Majas au balcon, 1808-1812, par Francisco Goya, New York, Metropolitan Museum of Art.

Louis-Philippe illustre par cette galerie que sa volonté de légitimité politique passe aussi par sa « politique culturelle ». Après sa chute, en 1848, la deuxième République, sur des bases juridiques, laisse  la collection, considérée comme un bien personnel de l'ex-roi, rejoindre celui-ci dans son exil anglais en 1850. Seule une  toile restera alors au Louvre, oubliée dans les réserves (La déploration du Christ de Jaume Huguet).
La collection sera démantelée à Londres, du 6 au 8 mai 1853, lors d'une vente chez Christie's. Une toile reviendra au Louvre en 1908 (Le Christ en croix adoré par deux donateurs d'El Greco, racheté à la ville de Prades pour 25 000 fr) portant à deux le nombre de tableaux de cette collection détenus par le Musée.
D'autres œuvres firent partie de la collection de l'écrivain et publiciste Félix Bamberg (1820-1893), installé à Paris en 1843, consul de Prusse en France (1851) puis de la ligue Nord-Allemande (1867), avant de rejoindre celle du roi Carol Ier de Roumanie - qui compte un (ou des) Greco - au château de Peles, édifié dans les Carpates à partir de 1883 (Calin Demetrescu, Le château de Peles à Sinaia dans "Monuments Historiques" n°169 / juin-juillet 1990, p.57).
Cette collection aura toutefois pu être observée par de nombreux artistes et intellectuels de l'époque et va profondément marquer certains d'entre eux. Elle illustre parfaitement une orientation progressive de la peinture du XIXe siècle vers une facture plus libre permettant de mieux saisir la réalité et de donner l'impression de vie par la touche. En cela, Vélasquez sera dorénavant considéré comme l'un des plus grands maîtres de la peinture européenne. Edouard Manet dira à son sujet, dans une lettre du 14 septembre 1865 adressée à Baudelaire, qu'il est « le plus grand peintre qu'il y ait jamais eu ».
Manet est en outre l'artiste emblématique de cette influence espagnole au XIXe et le revendique ouvertement, aussi bien dans sa facture que dans ses thématiques : ses blancs et noirs qui choqueront tant le public dans Le Déjeuner sur l'herbe (Musée d'Orsay, Salon des Refusés de 1863) sont inspirés de la manière espagnole (Goya notamment) tandis que Lola de Valence (Musée d'Orsay, 1862) représente une comédienne des nombreuses troupes espagnoles qui tournaient à l'époque. La référence espagnole peut même se faire plus directe avec le Portrait d'Émile Zola (Musée d'Orsay, 1868), où comme un hommage à ses modèles il représente sur le mur une reproduction des Buveurs (dit aussi Bacchus) de Vélasquez, mais aussi avec Le Balcon (Musée d'Orsay, 1868), citation évidente des Majas au balcon conservé au Metropolitan Museum of Art de New York
Manet effectuera des voyages en Espagne, mais il n'est pas le seul : Henri Regnault, prix de Rome et orientaliste réputé, va même quitter la Villa Médicis pour achever sa formation en Espagne. Illustration de l'attrait pour cet « exotisme proche » et sa pérennité tout au long de la deuxième moitié du XIXe siècle.